# 케냐-폴란드 관계
케냐-폴란드 관계는 케냐 공화국과 폴란드 공화국 간의 외교관계를 의미한다. 양국은 유엔과 세계무역기구(WTO)에 가입해 있다.

## 역사
1942년에서 1944년 사이에 1만8000명의 폴란드 난민이 케냐의 항구도시 몸바사에 도착했다. 이들 난민은 제2차 세계대전 중 소련에 의해 폴란드에서 강제로 국외로 추방돼 소련 동부와 시베리아로 보내진 32만100만명의 폴란드인 피란민 중 일부였다. 안데르스군의 지원을 받아 약 11만 명의 폴란드 피난민이 소련에서 페르시아로 떠났고 그 중 1만8000명이 동아프리카로 보내졌다.
폴란드 난민이 몸바사에 도착하자 많은 사람들이 근처의 영국령 로데시아, 탄자니아, 우간다로 보내졌다. 케냐에 체류하고 있던 난민은 마킨두, 마닐라, 나이로비, 냐리, 롱가이의 정착촌으로 보내졌다. 난민 다수가 호주, 캐나다, 영국으로 이주하는 1949년까지 케냐에 머물 예정이었다.
1945년 폴란드는 전후 독립을 되찾았다. 1963년 12월 12일 케냐는 영국으로부터 독립했고 폴란드는 1963년 12월 13일 케냐와 외교관계를 수립했다. 1964년 폴란드는 나이로비에 주재 대사관을 개설했다.
당초 양국 간 관계는 유엔 등 다자간 포럼에서 주로 관리됐다. 수교 직후 수백 명의 케냐인이 폴란드 대학에 정부 장학금으로 유학할 예정이었다. 2014년 6월 양국은 무역 확대를 위한 양해각서에 서명했다. 2016년 이후 케냐는 폴란드의 개발원조의 주요 우선과제 중 하나가 되었다.

## 고위급의 방문
케냐에서 폴란드로의 고위급의 방문
- 카론지고 무노요카 외무 장관 (1995)
- 무키사 키투이 외무부 차관 (2010)

폴란드에서 케냐로의 고위급의 방문
- 케바로스 외무 장관 (1993)
- 봉거스 아제 외무 차관 (2002)
- 브워지미에시 치모셰비치 외무 장관 (2004)
- 위톨드 외무 차관 (2007)
- 라도스와프 시코르스키 외무 장관 (2009)
- 그라지나 베르나토비츠 외무 차관 (2010)

## 교통
LOT 폴란드 항공과 함께 몸바사와 바르샤바 사이에 계절 직항 항공편이 있다.

## 무역
2014년 10월 동아프리카 공동체(케냐 포함)와 유럽연합(폴란드 포함)이 자유무역협정을 체결했다. 자유무역협정이 아직 발효되지 않은 2018년 케냐와 폴란드의 교역액은 총 9300만달러였다. 케냐의 대폴란드 수출품으로는 홍차 파인애플 통조림 꽃꽂이 커피 생선 주사위 등이 있다. 폴란드의 케냐 수출품에는 섬유 기계 전자 자동차 등이 있다. 2017년 폴란드는 나이로비에 무역사무소를 개설했다.

## 상주 외교 임무
- 케냐는 이탈리아 로마에 있는 대사관으로부터 폴란드의 인증을 받았다.[7]
- 폴란드는 나이로비에 대사관이 있다.[8]

## 같이 보기
- 제2차 세계 대전 당시 소련에서 폴란드 민간인 대피